# 黒崎延次郎

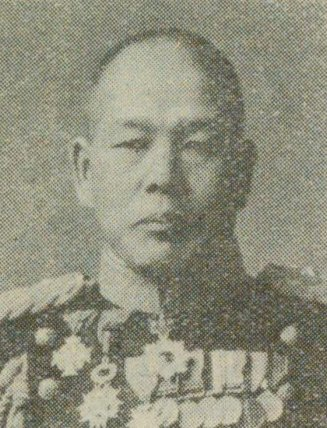
黒崎延次郎

黒崎 延次郎（くろさき のぶじろう、1877年（明治10年）1月1日 – 1967年（昭和42年）3月31日）は、大日本帝国陸軍軍人。最終階級は陸軍中将。

## 経歴
現在の栃木県塩谷郡高根沢町で黒崎邦三郎の子として生まれる。1897年（明治30年）に陸軍士官学校を卒業し、翌年に砲兵少尉に任じられた。さらに1908年（明治41年）に東京帝国大学工科大学電気科を卒業した。大阪砲兵工廠技術課長、陸軍技術本部総務部長、大阪砲兵工廠弾丸製造所長、陸軍技術本部第一部長を歴任した。1927年（昭和2年）、陸軍中将に昇進し、翌年には陸軍科学研究所所長に就任した。1932年（昭和7年）、予備役に編入された。
その後、奉天造兵所株式会社代表取締役、満洲計器股份有限公司監査人、奉天商工会議所特別議員を務めた。

## 栄典
位階
- 1922年（大正11年）9月11日 - 正五位[4]
- 1931年（昭和6年）9月28日 - 正四位[5]

勲章等
- 1925年（大正14年）11月25日 - 勲二等瑞宝章[6]